# Pied-à-terre

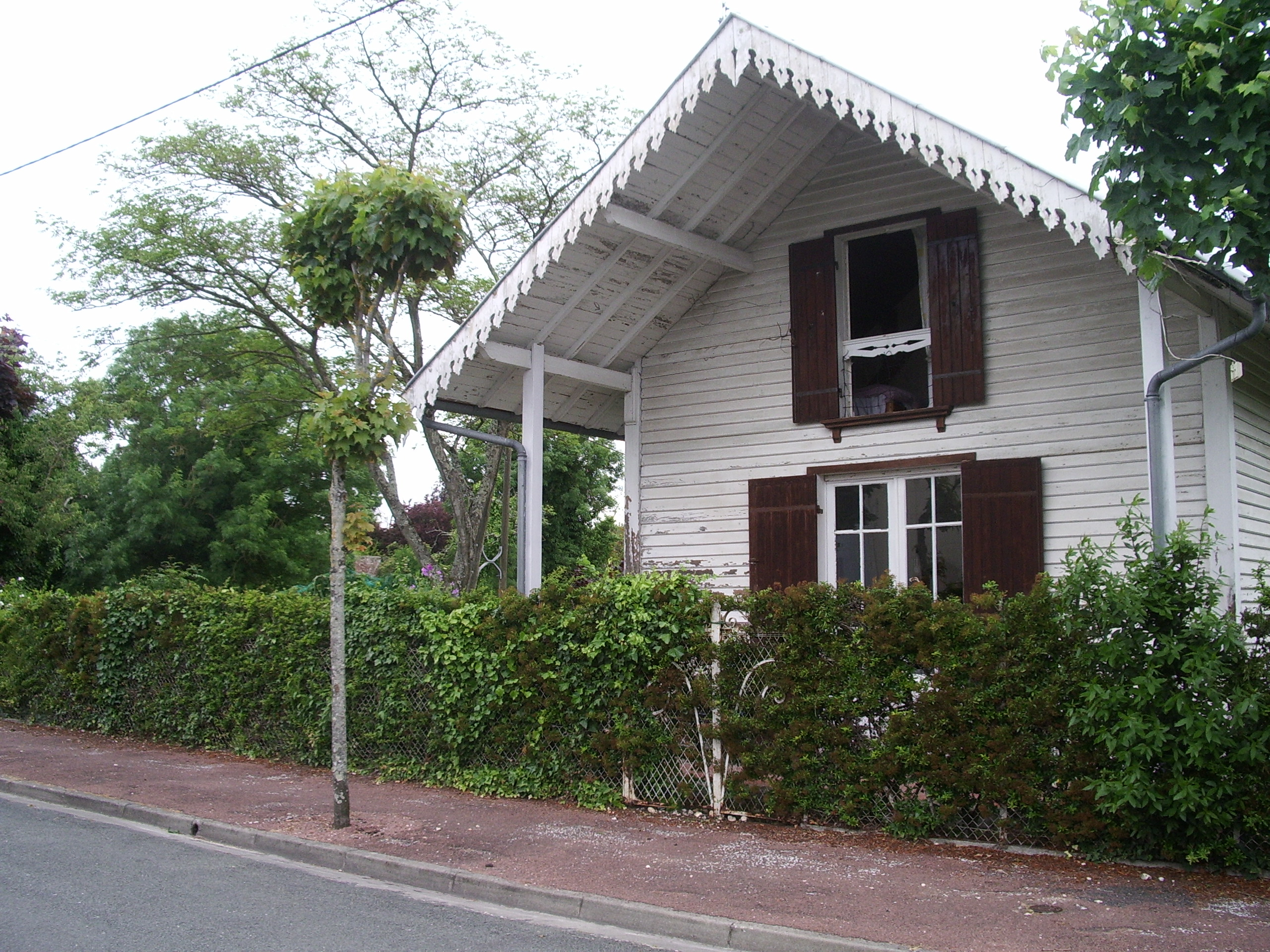
Une petite maison peut se présenter comme un excellent pied-à-terre

Un pied-à-terre est une petite unité de vie, par exemple un appartement ou une petite villa, généralement située au cœur d'une grande ville, mais quelquefois dans la banlieue de celle-ci, à une certaine distance de la résidence principale d'un particulier et dans laquelle il ne réside que pour de courts séjours. Il se distingue de la résidence secondaire.
Ce terme qui associe les mots « pied » et « terre », utilisé en français dès le XVIIIe siècle est également employé en anglais pour décrire le même objet. 

## Définition
Le site en ligne du dictionnaire Larousse présente le pied-à-terre comme un « logement où on ne réside que pour de courts séjours ». Le CNTRL définit ce terme de façon quasi identique en le définissant comme un « logement qu'on n'occupe que de manière occasionnelle ».

## Évocation

### Dans les ouvrages encyclopédiques
Le mot est évoqué dans le dictionnaire universel de la langue française, signé et publié par Claude-Marie Gattel dès 1841, en ces termes:
« Logement dans un endroit où l'on ne demeure pas, où l'on ne vient qu'en passant. »

### En littérature

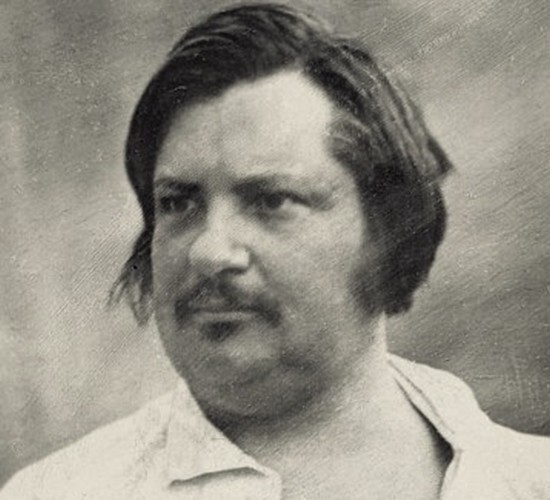
Honoré de Balzac

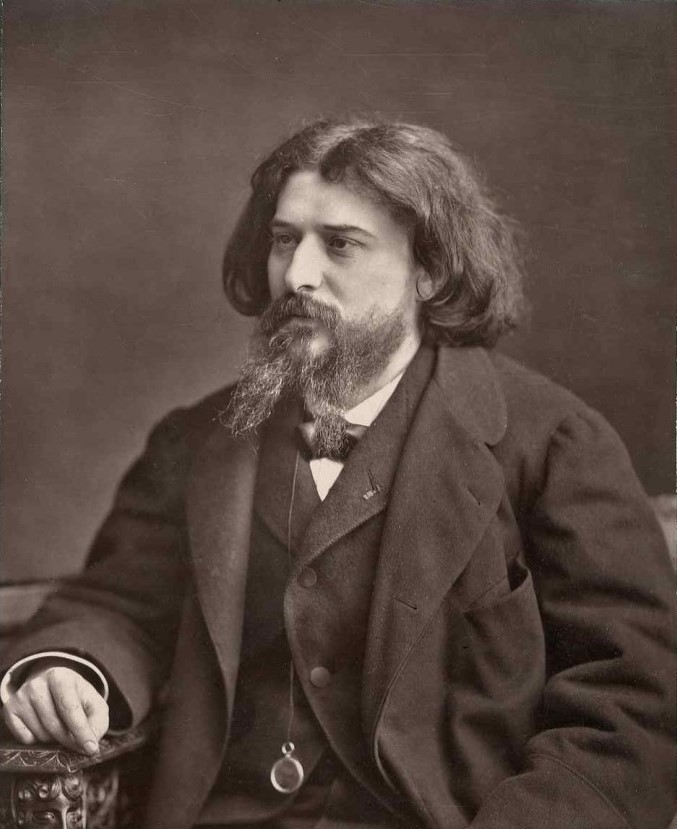
Alphonse Daudet

Deux grands écrivains français ont évoqué le pied-à-terre dans leurs œuvres
Honoré de Balzac évoque le terme dans son roman César Birotteau, écrit et publié en 1837
« Ne vaut-il pas mieux avoir un pied-à-terre chez ta fille [...] et vivre huit mois de l’année à Chinon. »
Alphonse Daudet évoque le mot dans son roman Numa Roumestan : mœurs parisiennes, écrit et publié en  1881
« On en parlait légèrement de ce second ménage du ministre dans un petit pied-à-terre très commode, tout près de la gare, où il pouvait se reposer des fatigues de la Chambre, libre des réceptions et des grands tralala. »
L'auteur-compositeur-interprète, peintre et acteur français Marcel Mouloudji est l'auteur d'un roman dénommé Le pied-à-terre, publié en 1977  (ISBN 2-902588-01-1)

### En politique
Le quotidien l'Opinion précise dans un article publié à la fin de l'année 2017, qu'à la suite de réclamations déposées par de nombreux députés français, le premier questeur de l'Assemblée nationale les informe qu’ils peuvent bénéficier, à compter du 1er janvier 2018 de :
« ...la possibilité de louer un logement dont le loyer sera pris en charge par le budget de l’Assemblée Nationale à une hauteur aujourd’hui estimée à 1 200 € par mois. »
L'article précise en outre que si « le prix de leur pied-à-terre parisien est supérieur à ce montant, le surplus leur sera remboursé au titre de l’IRFM ».